# AI 붐
AI 붐(AI boom)은 인공지능 분야에서 전례 없이 빠르고 빠르게 발전하는 기간을 의미하며, OpenAI의 창립과 함께 본격적으로 시작된 생성형 인공지능 경쟁이 이 붐의 핵심 요소이다. 다양한 GPT 모델(2018년 시작) 및 DALL-E(2021)와 같은 OpenAI의 생성형 AI 시스템은 이러한 개발을 주도하는 데 중요한 역할을 했다.
2022년에는 대형 언어 모델이 챗봇 애플리케이션에 사용될 수 있도록 개선되었다. 텍스트-이미지 모델은 인간이 만든 이미지와 거의 구별할 수 없는 수준에 이르렀다. 음성 합성 소프트웨어는 인간의 음성을 효율적으로 복제할 수 있었다.
2022년 말부터 2023년까지 빅테크가 시장에서 발판을 마련하려고 노력하고 AI 도구의 편재성이 전례 없이 증가함에 따라 수십 개의 새로운 웹사이트와 AI 챗봇이 라이브로 만들어졌다.
AI 붐에 대한 대중의 반응은 엇갈렸다. 일부 단체에서는 AI가 창출하는 새로운 가능성, 인류에게 혜택을 줄 수 있는 잠재력, 정교함을 환영하는 반면, 다른 단체에서는 AI가 직업 안정을 위협하고 대응이 '기묘하다'고 비난했다. 프로그래밍을 기반으로 결함이 있는 응답을 제공한다.

## 같이 보기
- 인공지능의 역사
- 하이프 사이클
- 기술적 특이점